# Teufelsbach (Müggenbach)

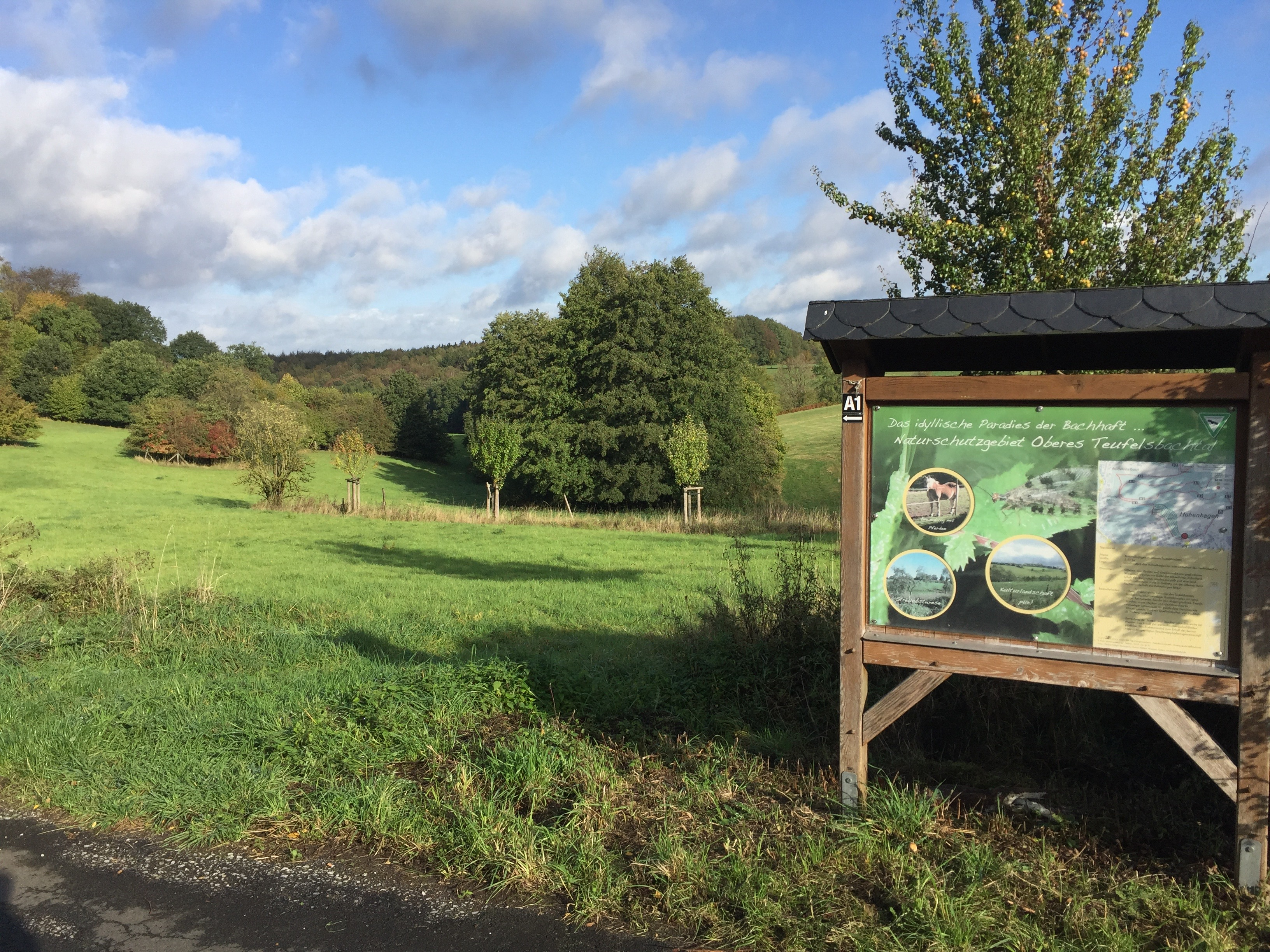
Infotafel Naturschutzgebiet Oberes Teufelsbachtal

Der Teufelsbach ist ein orografisch rechter Nebenfluss des Morsbach-Nebenbachs Müggenbach. Der gesamte Bach fließt auf dem Stadtgebiet von Remscheid. Das durchflossene Tal ist das Teufelsbachtal, das mittlere Gefälle des Bachs beträgt 70,6 ‰.

## Beschreibung
Die Quelle liegt im Stadtteil Hohenhagen nahe der Hohenhagener Straße, die Mündung im Bereich des Rückhaltebeckens Oelmühle, nahe Hägener Mühle. Die Gesamtlänge des Baches beträgt etwas über 1,6 km.
Der Bach durchfließt das Teufelsbachtal (Biotopkataster BK 4809-027 der LÖBF). Hierbei handelt es sich um ein „strukturreiches Bachtal mit naturnaher Bachstrecke, Auenwaldresten, naturnahem Hangwald, Feucht- und Magergrünland“. Das Tal liegt in einem Landschaftsschutzgebiet (Landschaftsplan W 2.3.3: Übriges Landschaftsschutzgebiet im Bereich bewaldeter Hänge und Talauen von Diepmannsbach, Morsbach, Teufelsbach, Lüttringhauser Bach und Buscherhofbach). Das obere Teufelsbachtal bildet eine landschaftsästhetische Einheit mit der offenen Hochflächenlandschaft Hohenhagen.
Im Oberlauf wurde das Naturschutzgebiet Oberes Teufelsbachtal (Freiraumband Teufelsbach/Hohenhagen) ausgewiesen. Es handelt sich um ein „strukturreiches, offenes, überwiegend als Grünland genutztes, Muldental“. Das von Hecken und Sträuchern geprägte Wiesenland, ein „Relikt der bäuerlichen Kulturlandschaft des Bergischen Landes“, ist ein reich strukturierter Biotopkomplex. Das naturnahe Bachumfeld ist der Lebensraum vieler seltener Tierarten wie Schwarzmilan, Eurasische Wasseramsel, Flussmützenschnecke und Dunkers Quellschnecke sowie Pflanzengesellschaften wie Kleinseggenried und Bachröhricht (Sparganion-Glycerion). Im Bach wurden Vertreter der Lachsfische nachgewiesen.
Am Rande des Teufelsbachtals liegt eine Teilstrecke des Rundwanderweg A1 (Oberes Morsbachtal). Zur Biotopentwicklung entlang des Teufelsbach wurden 2009 etwa 3,5 Mio. Euro durch den Wupperverband aufgewendet.

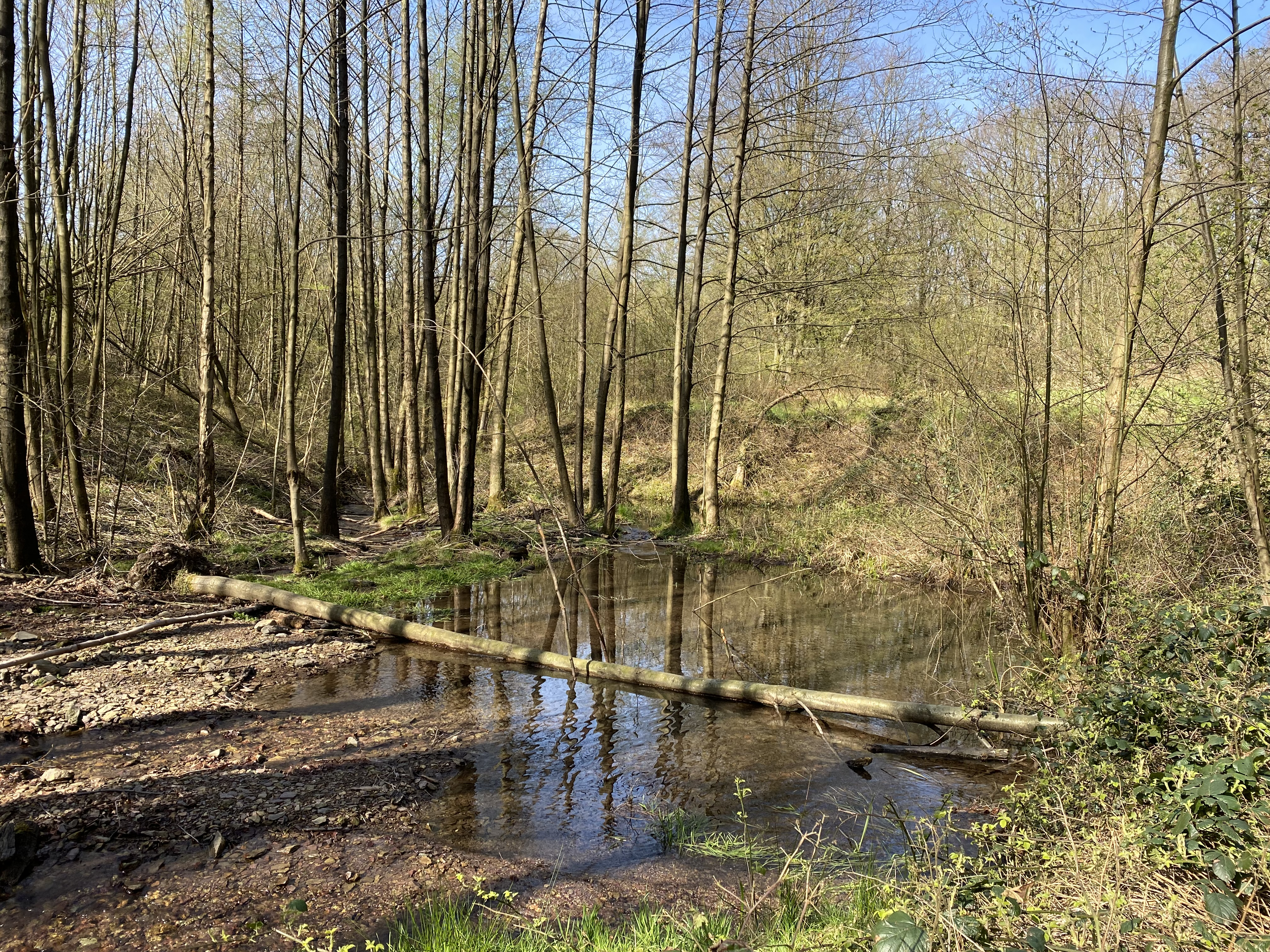
Renaturierter Teufelsteich

### Freibad „Teufelsteich“
In den 1920er Jahren wurde im Unterlauf des Teufelsbach ein Freibad angelegt. Der Teufelsbach wurde dafür unter die Erde verlegt und floss hier nur noch verrohrt. Das Freibad bekam im Volksmund bald den Namen „Teufelsteich“. Nach dem Zweiten Weltkrieg wurde das Freibad noch bis in die 1960er Jahre als Vereinsschwimmbad verwendet und verfiel dann ungenutzt. Ende 2000 begann der Wupperverband unter Zuhilfenahme von Jugendlichen aus einer Arbeitsbeschaffungsmaßnahme des Stadtbetriebs Weiterbildung der Stadt Wuppertal mit der Renaturierung. Die teils massiven Bauten wurden dazu abgebrochen und ein naturnahes Gewässerbett angelegt, durch das der Teufelsbach wieder oberirdisch fließt. Entlang des Baches wurde die im Bergischen Land gewässertypische Uferbepflanzung, vorrangig bestehend aus Erlen, Eschen, Buchen, Holunder und Hasel, angepflanzt.